# Pain (пісня Three Days Grace)
«Pain» (англ. Біль) — другий сингл другого студійного альбому канадського рок-гурту Three Days Grace — «One-X». В США пісня вийшла 7 листопада 2006.

## Список пісень
Мініальбом
1. «Pain» 3:22
2. «Pain (Stripped Acoustic Version)» 3:18
3. «Animal I Have Become (Stripped Acoustic Version)» 3:44

## Чарти
| Чарт (2006)                               | Місце |
| ----------------------------------------- | ----- |
| U.S. Billboard Hot 100                    | 44    |
| U.S. Billboard Alternative Songs          | 1     |
| U.S. Billboard Hot Mainstream Rock Tracks | 1     |
| Canada (Canadian Hot 100)                 | 52    |
| Canada (Canadian Rock Songs)              | 1     |

## Продажі
| Регіон        | Сертифікація (таблиця продажів та сертифікатів) |
| ------------- | ----------------------------------------------- |
| Канада (CRIA) | Золото (+40 000 копій)                          |
| США (RIAA)    | Платина (+1,000 000 копій)                      |